# Бабаев, Сабир
Саби́р Баба́ев (узб. Sobir Boboyev; 30 декабря 1920, Ташкент, Узбекистан — 2004) — узбекский композитор и педагог. Заслуженный деятель искусств Узбекской ССР (1967).

## Биография
Окончил в Ташкентскую консерваторию (ученик Бориса Надеждина). В 1967 году становится директором и художественным руководителем Самаркандского театра оперы и балета, а в 1972 году художественным руководителем Узбекской филармонии. В 1948—1956 и в 1982—1985 годах 1-й секретарь, а в 1960—1965 годах председатель правления Союза Композиторов Узбекской ССР. В 1968—1978 годах преподавал в Ташкентской консерватории. Писал романсы и песни.

## Сочинения
- опера «Хамза» (1961, Ташкент)
- опера «Ценою жизни» (1973, Самарканд)
- детская опера-сказка «Расколись, камень» (1967, Самарканд)
- музыкальная драма «Песня любви» (1980, Ургенч)
- кантата «Праздник хлопка» (1955)
- «Праздничная увертюра» (1951)
- музыкальная драма «Майна Хасанова» (1975) — о Майне Хасановой

## Награды
- 4 ордена «Знак Почёта» (16.01.1950[1]; 06.12.1951[2]; 18.03.1959[3]; 01.03.1965)[4]
- Заслуженный деятель искусств Узбекской ССР (05.11.1967)[5]
- Премия Ленинского комсомола Узбекистана (1967)